# Ictiobus meridionalis
Ictiobus meridionalis es una especie de peces de la familia Catostomidae en el orden de los Cypriniformes. 

## Morfología
• Los machos pueden llegar alcanzar los 8,4 kg de peso.

## Hábitat
Es un pez de agua dulce y de clima tropical.

## Distribución geográfica
Se encuentran en Centroamérica: sur de México y Guatemala.